# 小幡インターチェンジ
小幡インターチェンジ（おばたインターチェンジ）は、愛知県名古屋市守山区緑ヶ丘にある名古屋第二環状自動車道のインターチェンジである。

## 概要
名古屋IC・名古屋南JCT方面への入口と同方面からの出口のみを持つハーフインターチェンジである
。このICから清洲JCT・名古屋西JCT方面へは行くことはできず、同方面からの本線流出もできないことから、流出入にあたっては隣りの松河戸ICを利用する。このICは隣の大森ICと同様に、半地下区間の途中にある。
計画段階から主要地方道名古屋多治見線との連絡が画策され、当場所に当該ICを設置する理由ともなっている。

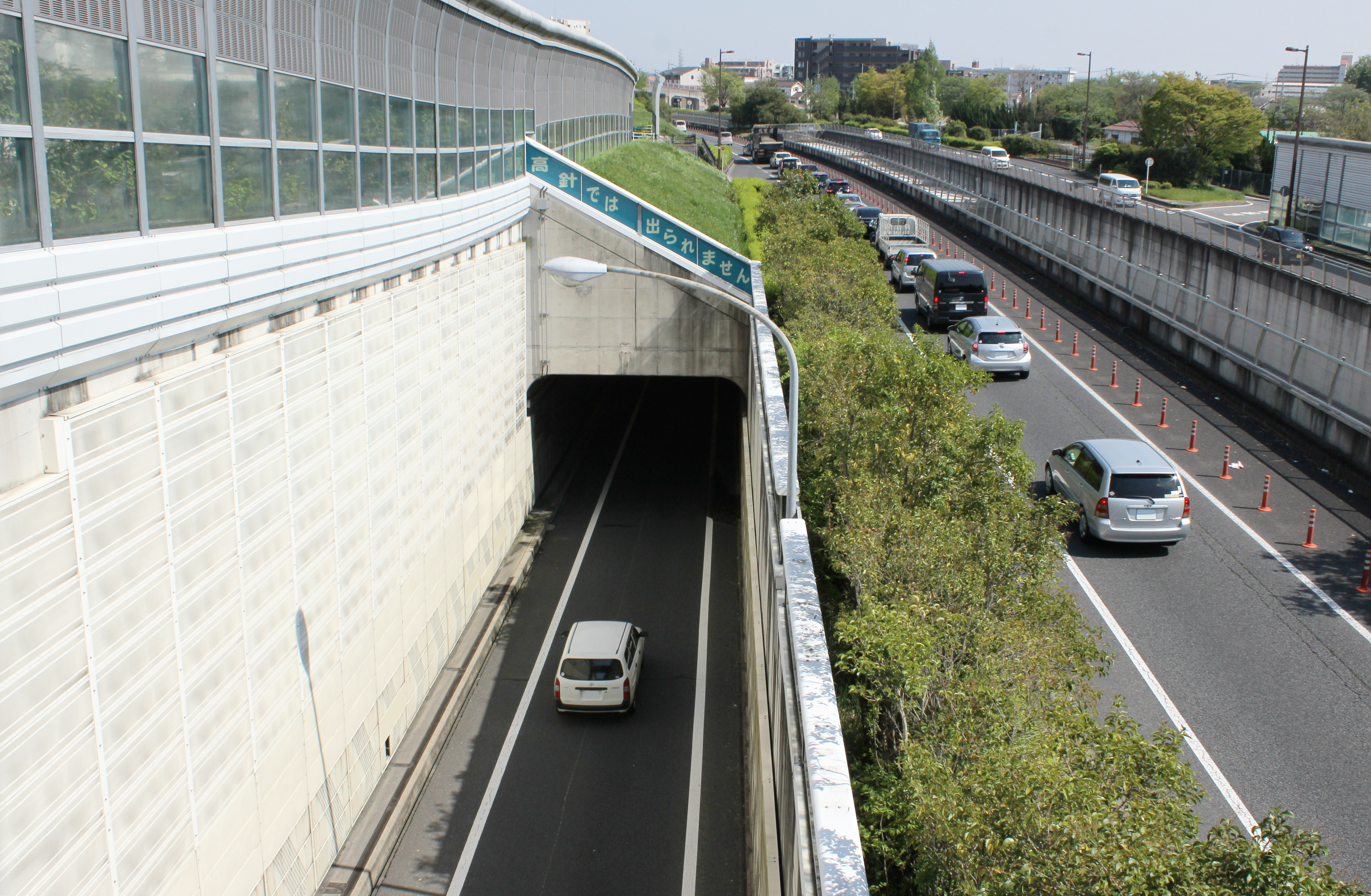
トールゲート通過後ただちに地下へ入る[9]（オンランプ）
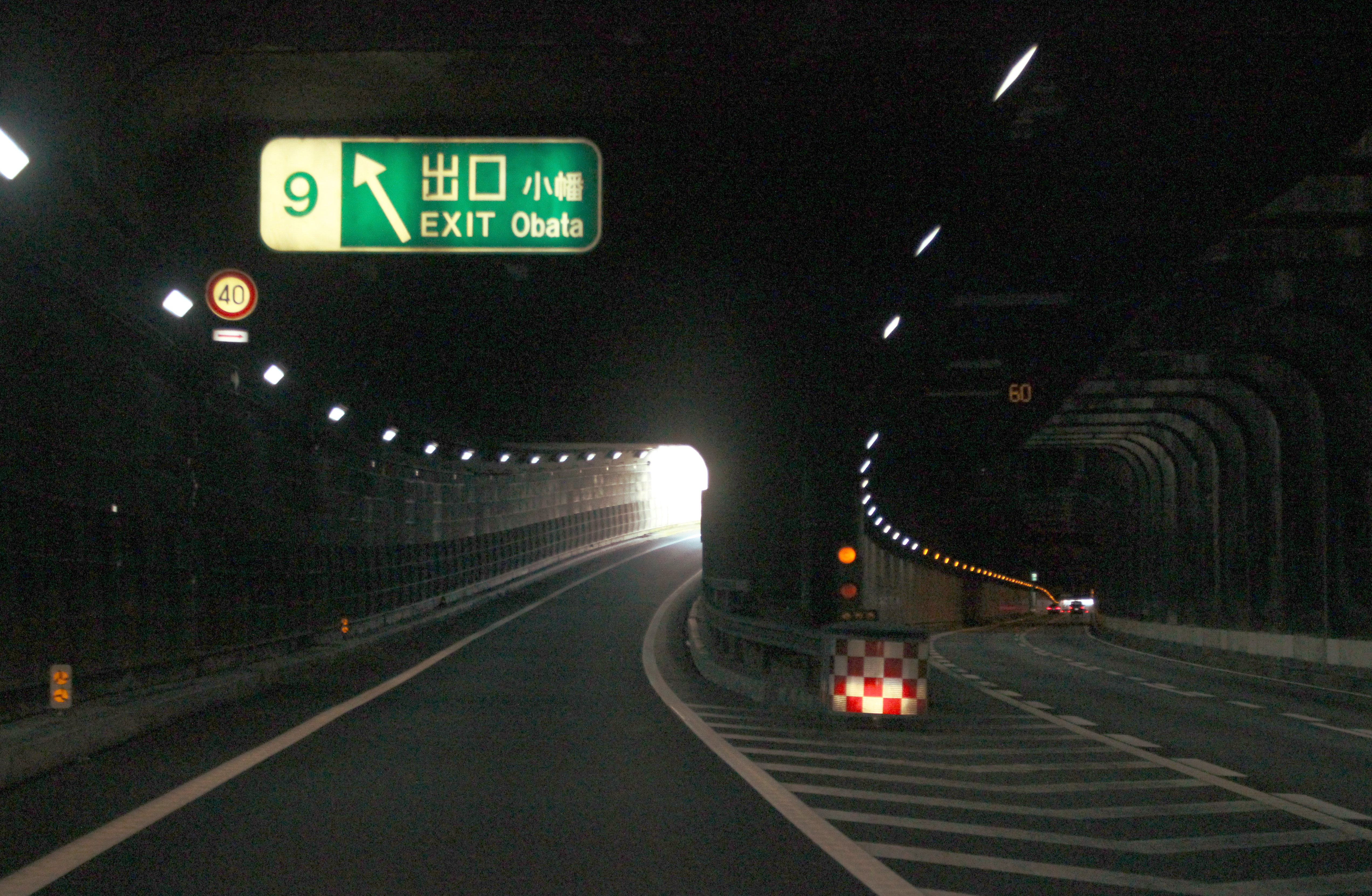
内回り本線流出部。右の本線奥に地下区間終点の明かりを臨む。

## 歴史

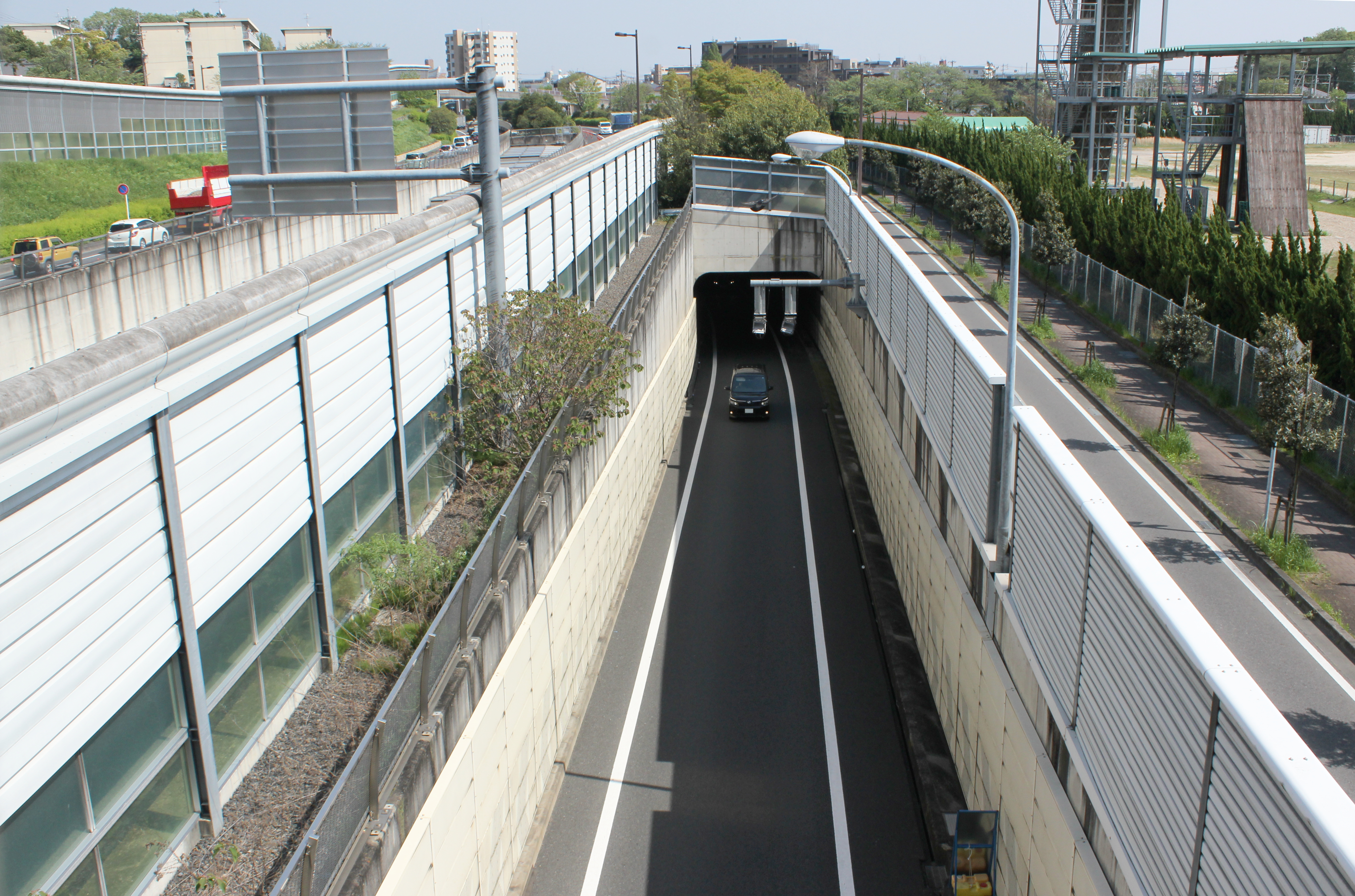
オフランプに隣接の陸上自衛隊守山駐屯地（画像右）。以前は画像左端まで自衛隊の自動車教習所が展開されていた。

当該IC付近は、元は陸上自衛隊守山駐屯地の宿舎と自動車教習所があって、ここを名古屋環状2号線が通る計画とされた。このため、宿舎については同一敷地内に代替建築することになったが、教習所については、小牧市大草に移転させることで合意を見た。しかし、移転先の用地買収に手間取り、これが1993年12月の勝川IC - 名古屋IC間延伸における同時開業ではなく、それより4か月遅れで開業する要因となった。なお、自治体からは本線の一刻も早い開通を要請されたことから、全ICを同時供用できないことについては問題視しないとされた。
開通は1994年3月30日15時とされ、愛知県道15号名古屋多治見線と当該ICを連絡する国道302号の200m区間も同時供用された。
なお、開業以前は竜泉寺インターチェンジと仮称されていた。

### 年表
- 1993年（平成5年）12月3日 : 東名阪自動車道勝川IC - 名古屋IC間開通により複数のインターチェンジが開設されたが、この時点で小幡インターチェンジは開設が見送られた[16]
- 1994年（平成6年）3月30日 : 当ICを供用開始[5]
- 2011年（平成23年）3月20日 : 所属路線名称を名古屋第二環状自動車道（名二環）に変更[17]

## 周辺
- 小幡緑地 西園・本園
- 松洞山龍泉寺（尾張四観音の内の一つ）
- 陸上自衛隊守山駐屯地
- 名古屋ガイドウェイバスガイドウェイバス志段味線（ゆとりーとライン）白沢渓谷駅

## 接続する道路
- 直接接続
  - 国道302号[3]
- 間接接続
  - 愛知県道15号名古屋多治見線[4]

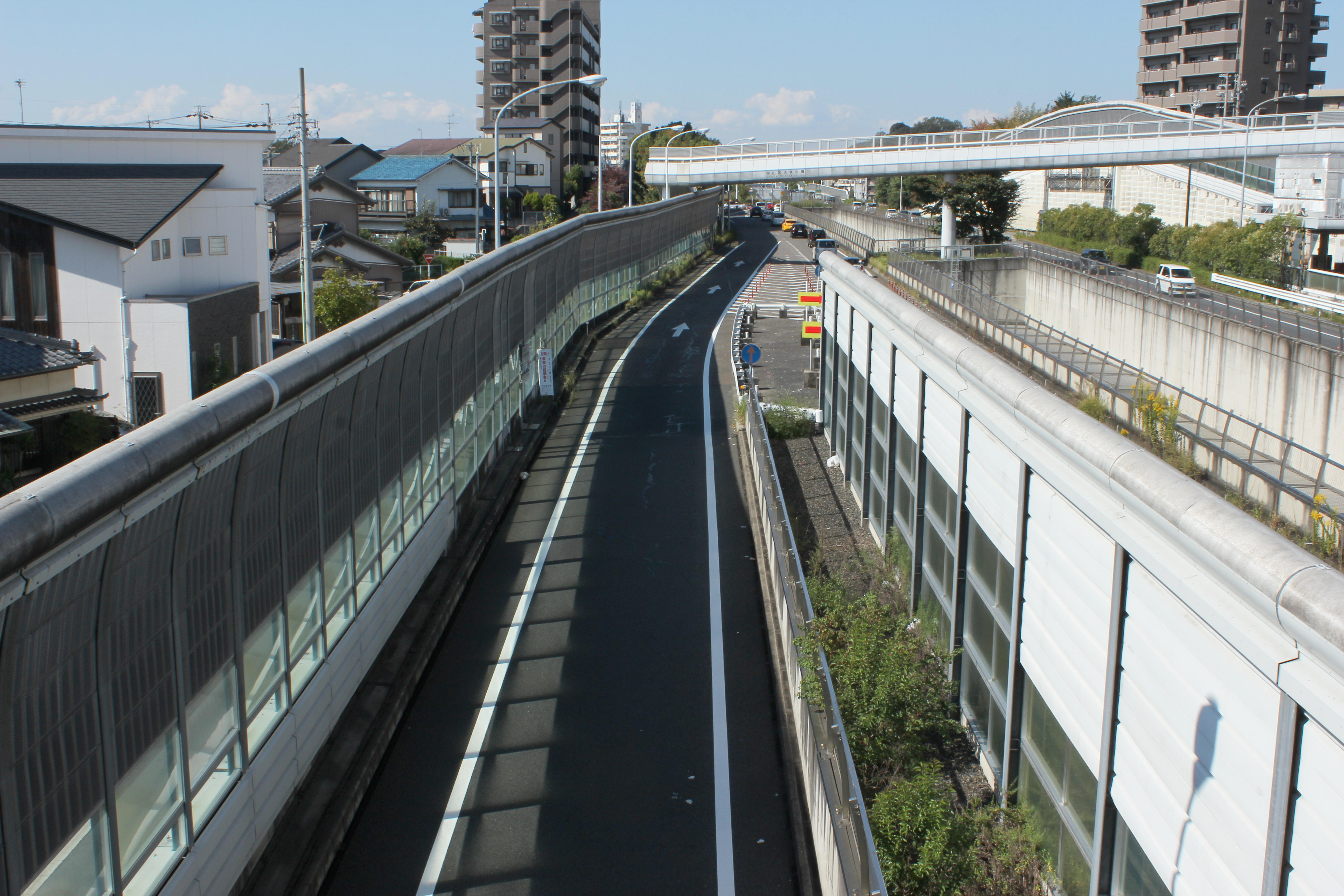
国道302号と直接接続 （オフランプ）
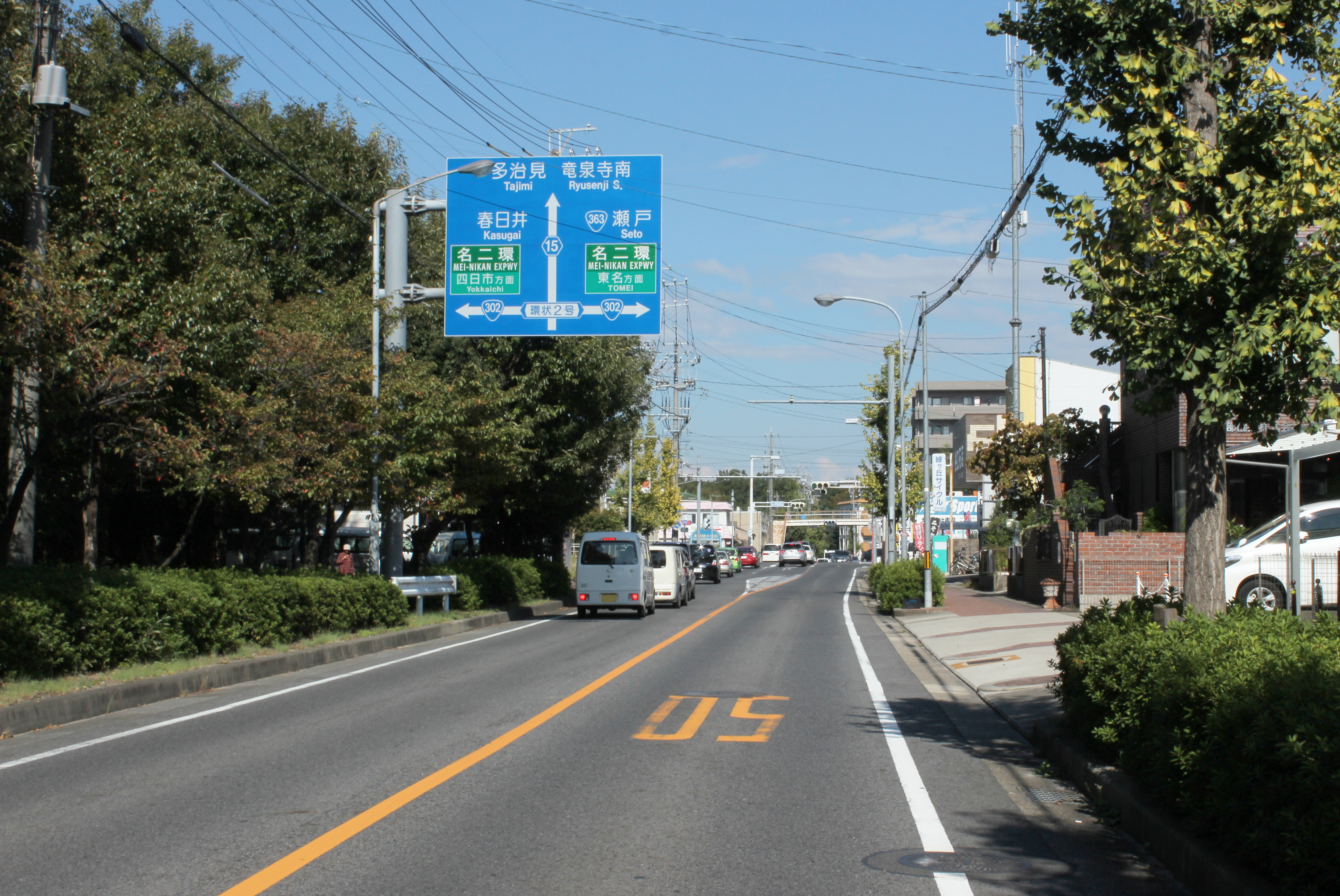
国道302号を介して愛知県道15号名古屋多治見線と間接接続

## 料金所
| ゲートは2箇所を用意するも用地の制約から千鳥配置。 |  | ゲートは2箇所を用意するも用地の制約から千鳥配置。 |
| ゲートは2箇所を用意するも用地の制約から千鳥配置。 |  |                                                   |

トールゲートは国道302号と住宅街に挟まれるようにして配置され、元々は1ゲート計画のスペースにその後の計画変更を受けて2ゲート方式に変更されたため、スペースの制約を受けて前後に縦分離されている。前方がETC専用、後方が一般用である。
レーン運用は、時間帯やメンテナンスなどの事情により変更される場合がある。

### 入口
- レーン数 : 2[19]
  - ETC : 1
  - 一般 : 1

## 隣
C2 名古屋第二環状自動車道
(8)大森IC - (9)小幡IC - (10)松河戸IC